# Salman bin Hamad Al Khalifa
Salmān bin Ḥamad Āl Khalīfa (in arabo سلمان بن حمد آل خليفة‎?; Riffa, 21 ottobre 1969) è un politico bahreinita e principe ereditario del Bahrein. Dall'11 novembre 2020 è il secondo primo ministro del Bahrein. È anche vice comandante supremo della Forza di difesa del Bahrein.

## Primi anni di vita e formazione
Il principe Salman è nato a Riffa il 21 ottobre 1969 ed è figlio maggiore del re Hamad bin Isa Al Khalifa del Bahrein e della sua prima moglie, la principessa Sabika bint Ibrahim Al Khalifa.
Il principe ha frequentato le scuole superiori in Bahrein. Nel 1992 ha conseguito un Bachelor of Arts in scienze politiche all'American University di Washington. Nel 1994 ha ottenuto un Master of Philosophy in storia e filosofia della scienza presso il Queens' College dell'Università di Cambridge.
Nel 1999 ha istituito un programma di borse di studio a lui intitolato per guidare i giovani del paese nel XXI secolo. Nell'ambito del programma gli studenti più capaci delle scuole superiori del Bahrein ricevono borse di studio per continuare la loro istruzione superiore oltreoceano al termine della quale tornano in patria per contribuire in modo produttivo allo sviluppo del regno. Più di 140 studenti provenienti da tutta la società del paese hanno ricevuto una borsa di studio e quindi l'opportunità di studiare all'estero, principalmente nel Regno Unito, negli Stati Uniti d'America e in Francia.

## Carriera

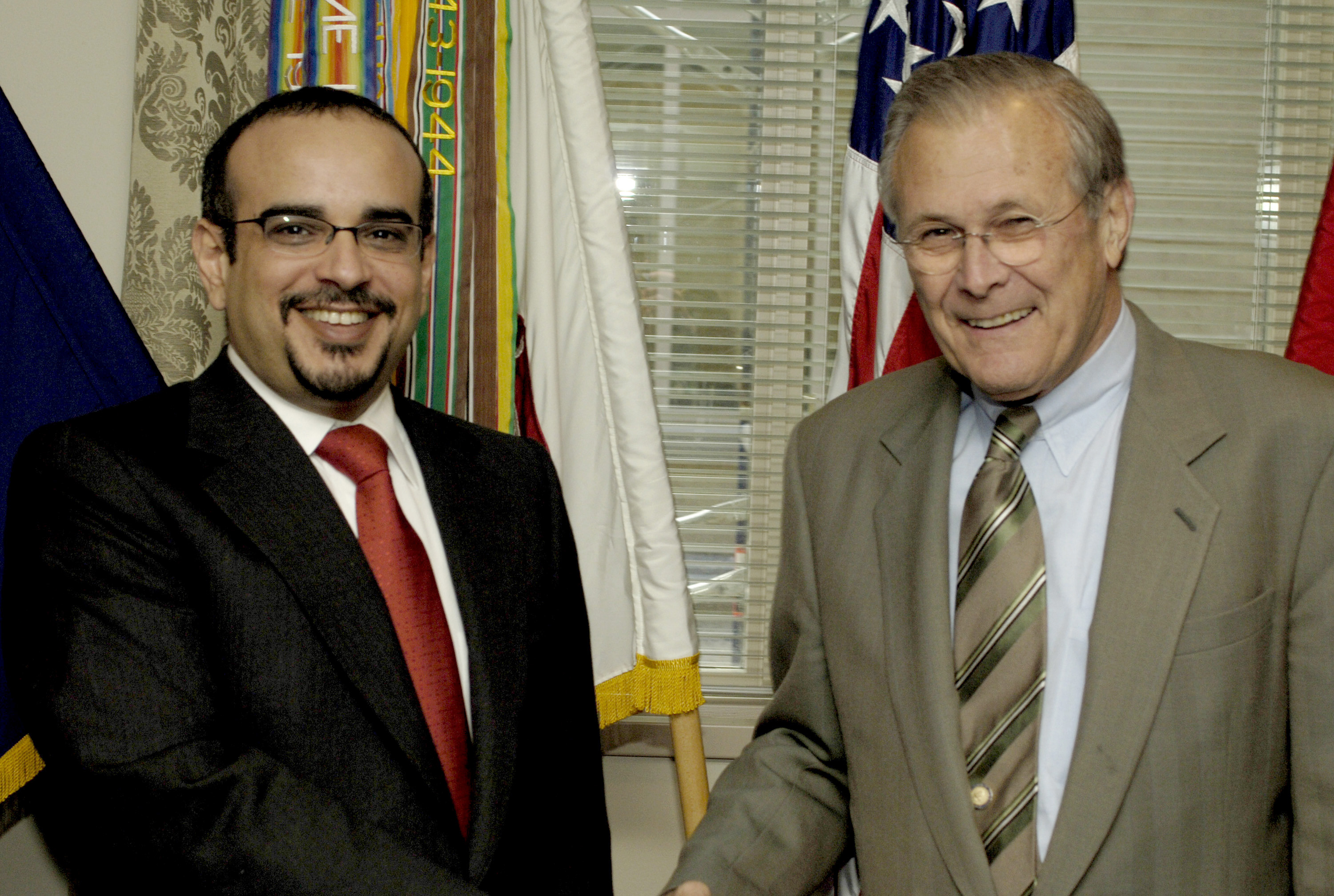
Il principe Salman con Donald Rumsfeld.

Prima di assumere il ruolo di principe ereditario, Salman è stato vicepresidente del Centro per gli studi e la ricerca del Bahrein dal 1992 al 1994, sottosegretario presso il Ministero della difesa dal 1994 al 1999 e presidente del consiglio di amministrazione del Centro per gli studi e la ricerca del Bahrein dal 1997 al 1999.
Il 9 marzo 1999 ha prestato giuramento come principe ereditario. Dal 22 dello stesso mese al 6 gennaio 2008 ha ricoperto anche il ruolo di comandante in capo della Forza di difesa del Bahrein.
Il 24 febbraio 2001 il principe Salman è stato nominato presidente del comitato per l'attuazione della Carta nazionale d'azione. La Carta è stata approvata da oltre il 98% degli elettori in un referendum tenutosi nel febbraio del 2001 e ha fornito un progetto completo per il futuro sviluppo del paese basato su trasparenza, cooperazione e partecipazione popolare. Il comitato ha proposto una serie di leggi per attuare la Carta nazionale, anche nell'ambito degli appalti pubblici e della libertà di stampa.
Il 3 marzo 2002 il principe Salman è stato nominato presidente del Consiglio per lo sviluppo economico. Esso è responsabile della formulazione e della supervisione della strategia di sviluppo economico del Bahrein e mira ad attirare investimenti diretti esteri nel regno. Presiede anche il comitato esecutivo del governo, il comitato per le risorse naturali e la sicurezza economica e il comitato superiore per la pianificazione urbana.
Il 6 gennaio 2008 re Hamad ha emesso un decreto reale con il quale ha nominato Salman vice comandante supremo della Forza di difesa del Bahrein per supervisionare la gestione e l'attuazione della politica pubblica nonché i piani militari, amministrativi, economici e finanziari della Forza di difesa e della Guardia nazionale.
Nel marzo del 2013 suo padre lo ha nominato primo vice Primo ministro con l'incarico di sovrintendere lo sviluppo in corso delle agenzie esecutive e delle istituzioni governative nel regno.

## Matrimonio e figli
Il principe Salman è stato sposato con la sceicca Hala bint Duaij Al Khalifa fino al 2004. Era la figlia più giovane dello sceicco Duaij bin Khalifa Al Khalifa, sottosegretario aggiunto del Ministero delle finanze e dell'economia nazionale. Hala era presidentessa onoraria del Centro per l'informazione delle donne e dei bambini e presidentessa della Società per il ritardo mentale. È deceduta improvvisamente il 9 giugno 2018. Hanno due figli e due figlie:
- Isa. Ha frequentato l'American University a Washington e si è laureato nel 2012. È sposato e ha un figlio di nome Hamad.
- Mohammed (nato l'11 novembre 1991). Si è diplomato alla Bahrain School nel 2009 e alla Reale accademia militare di Sandhurst nel 2011 [6] e successivamente ha conseguito un diploma al King's College di Londra nel 2015. È sposato e ha un figlio di nome Ahmad.
- Fatima
- Al Joud